# Olhuveli (Dhaalu-atol)
Olhuveli is een van de onbewoonde eilanden van het Dhaalu-atol behorende tot de Maldiven.